# 張廖姓
張廖姓，又稱雙廖（相對於「單廖」只是單純廖姓）、廖皮張骨、活廖死張，是詔安客家人一支使用雙姓（並非複姓）的家族，主要分布在福建詔安、台灣雲林縣、臺中市。此家族是兩個姓氏的結合，血緣上是張公廖母。依明朝（14世紀）訂下的祖訓，此家族成員生時姓廖，但死後在墓碑上記為張姓，回歸張氏祖先。目前在福建詔安的成員大多改姓張，在台灣有部份成員保持此傳統，也有一些登記為張廖姓。

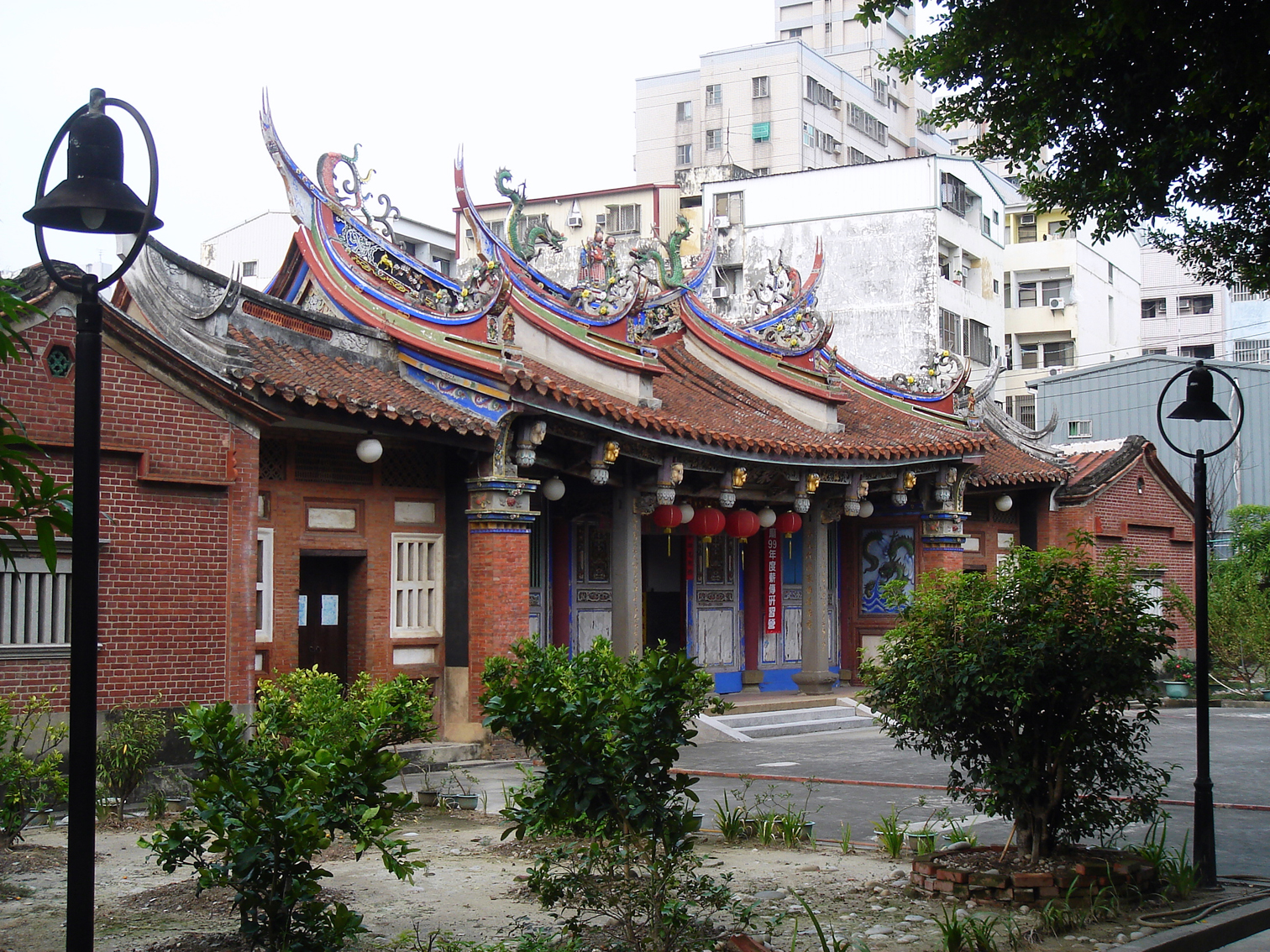
張廖家廟位於臺中市西屯區逢甲西安街內

## 張廖源流
張廖姓的結合來自清河張氏及武威廖氏，故張廖姓堂號以兩姓郡望各取一字，合為清武堂。
清河張氏始祖張天正，妻林蔡氏，三子為張愿仔。武威廖氏始祖三九郎廖公，妻邱氏，獨女廖大娘。
清武合族（張廖氏）一世祖廖元子公 (張愿仔)，妻廖大娘。
元順帝年間，福建省漳州府雲霄縣西林和尚塘人張愿仔因白蓮教之亂，逃難到詔安縣二都官陂坪寨，居住於廖三九郎公的莊園。廖三九郎公（廖化）是二都官陂的富有人家，常年以白米三百石貢獻朝廷，封為員外郎，賜九品銜，人家稱呼他為「三九郎」。
廖三九郎公有一個獨生女，名叫廖大娘，品貌端庄，敏慧賢淑，精通詩書，事親至孝 。因廖三九郎公膝下無子，因此將張愿仔招為女婿兼養子，張愿仔自此改名「廖元子」。廖三九郎把廖元子看做親生的兒子，把所有的產業交給他去處理。女婿對岳父母也像親生父母一樣孝敬，深受當地族人的讚譽。
明朝洪武八年（1375年），廖元子48歲，獨生子廖友來出生。在友來還未成年時，廖姓族人有親戚觸犯國法而逃獄，以當時的社會律法，往往會連累廖氏全族，廖元子挺身而出和官方申辯；由於官司拖延多年後才結案，廖元子於在返家途中患病，生命垂危。臨終前，他囑咐獨生子廖友來，說：「我深受你的外祖父母知遇而恩惠，應該要捨命去報答，可是現在未能如願；你一定要代替我報答。記得子孫在生的時候要姓廖，以光耀母族，死後應該姓張，以記得不忘本姓，生死不忘，張廖兩全。」
廖友來謹承父志，以張承廖，並立誓說：「凡是我的後代子孫，在生時姓廖，死後寫著姓張，不可違背祖命，以報答廖族的恩德。」 他並告訴四個兒子說：「我們本來姓張，在雲霄西林和尚塘有祖先宗祠。以後每年應該回去祭祖掃墓，以盡孝道，若移居外地，要姓張或姓廖就隨個人的意願。而廖家的公媽更不可忘記。」

## 七崁祖訓
「張廖」氏一族有七條祖訓，於明永曆十五年（1661年）興建祖祠周圍大樓時，於其大門門崁設七崁，用意是要子孫時時刻刻銘記祖先留有七條祖訓；亦有一意為 西螺七崁的「七崁」，就是源於這七條祖訓，「崁」原為「欠」，意指子孫欠祖先恩澤，必須追宗祭祖，時時感念祖先恩澤 。但不管原意為何，都是在告訴子孫要記住源本為何，從此子孫稱這七條祖訓為七嵌箴規。
第一崁—生廖死張，故曰張廖：
「生存姓廖」，戶籍、兵籍、財產、名號、生辰、結婚屬之，「逝世姓張」，神主、墓誌、祭祀、神鬼屬之。
第二崁—不食牛犬，知恩無類： 
牛犬獸類也，知主之恩，況於人乎，不食牛犬，有不食之恩，牛犬有恩於人也。獸類知恩，人獸雖異，而靈性知恩則同，故曰無類。
第三崁—得正祀位，猶勝籃轎八臺：
古制養子為嗣，但未聞有養孫？
廖三九郎收廖元子為養子，但元子因族人諍訟之事，突然逝世以致廖三九郎膝下猶虛，因此三九郎希望孫廖友來「得正祀位」，而此事獲得邱高太祖妣(三九郎妻)的認同：「子孫孝順，母祖慈愛，竹籃為轎之樂，猶勝八台（八人抬之大轎）。」而友來也奉行遺命。
是謂一嗣雙祧，自立一族，以光「張廖」門楣。
第四崁—嗣續為女，繼絕為先：
無男而以女承嗣者，招婿生男，生廖死張固然也。
如獨生子，則生身之父無歸宿，待子生孫，需先繼生父，為當務急。
嗣女須書「張廖媽」以明由來，婿歸本姓，例不入張廖之祠。此繼絕為人道之始也！
第五崁—制無苟且，恐生戾氣： 
守制中有孕，恐生戾氣之兒，乃胎教攸關也。守制前有孕，須求束帶以資分別，帶以布束腰，布長與柩齊。
第六崁—堂教修譜，敦親睦族：
祠堂非祇關祭祀，實乃教育子孫，使知遺訓，並知修譜，以明房派分佈情形，引發敦親睦族之心，紀念宗功祖德之偉，旨在育英而兼禮教。
第七崁—遷籍修譜，天下一家：
遷籍外出，姓張姓廖聽其自便，然必須修譜，庶幾知木之有本，如水之有源，乃序譜之宗旨也，子孫分佈雖遠，序譜一查，天下猶一家焉。

## 詔安官陂
台灣張廖姓的原籍地於清漳州府詔安縣官陂鎮（現為福建省漳州市詔安縣官陂鎮），依 1995 年人口統計為 3  至  4  萬，其中 97% 為張廖姓後代，目前當地張廖姓後代在民國時期全改為張姓。官陂張廖姓宗祠是禋成堂24°00′47.59″N 117°04′11.11″E / 24.0132194°N 117.0697528°E，由第十四世廖盈瑞發起建造，民國十一年（1922年）重修，禋成堂祖祠的龕位在大陸文化大革命時期遭到破壞，民國七十七年（1988年）十一月台灣西螺鎮廖源郎、廖萬權二位宗親赴中國祖地尋根祭祖時發現「禋成堂」無神龕牌位，乃捐獻十萬元新臺幣，委請當地宗親重造神龕，以供祭祀之用。
目前官陂鎮張廖姓後代目前全改為張姓，因此「活廖死張」之祖訓，只剩臺灣張廖姓氏一脈歷史傳承。

## 渡臺開墾
張廖姓渡臺開墾最早有文獻記錄可以追溯於清康熙四十年（1701年）廖朝孔當時24歲率同二弟朝間、四弟朝路堂兄弟朝近、朝廳一行五人，冒海禁令出海渡臺，此時已有宗親廖必達等人在港尾、田心仔地區開墾，遂落腳於雲林縣二崙鄉開基，而後續張廖姓族人於清康熙年間 (康熙四十年-六一年) 先後入墾二崙、田尾、港尾等三聚落。

### 張廖宗祠崇遠堂
張廖家廟崇遠堂始建於清道光二十八年 (1848年) 西螺保 (現今西螺鎮) 下湳，民國十三年 (1924年) 移建位於現今西螺鎮福田里，為詔安客張廖家族渡臺開墾西螺、二崙、崙背等地區之初，以凝聚宗親團結、懷念祖先德澤而所建宗祠，是詔安客家人在臺灣的重要精神與信仰中心。

### 清武家廟垂裕堂

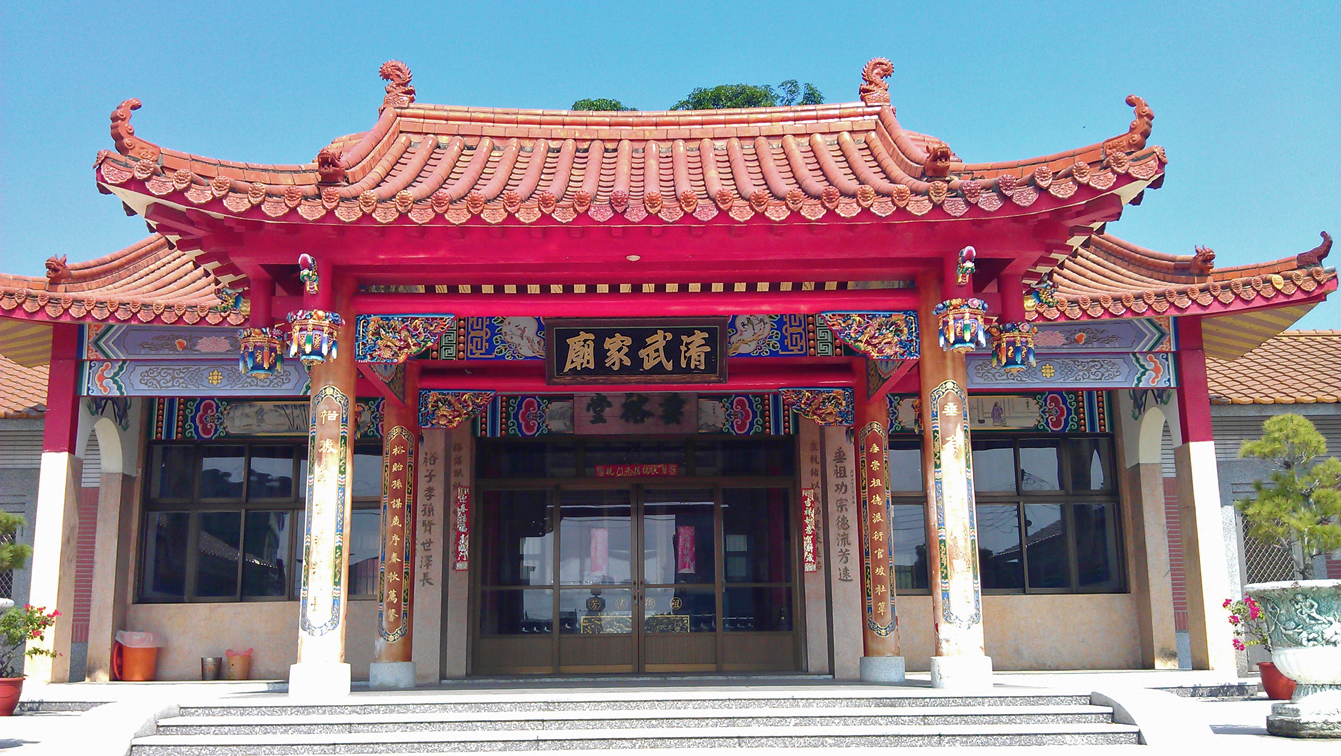
清武家廟垂裕堂位於臺中市西屯區港尾里永興庄內（中清交流道旁）。

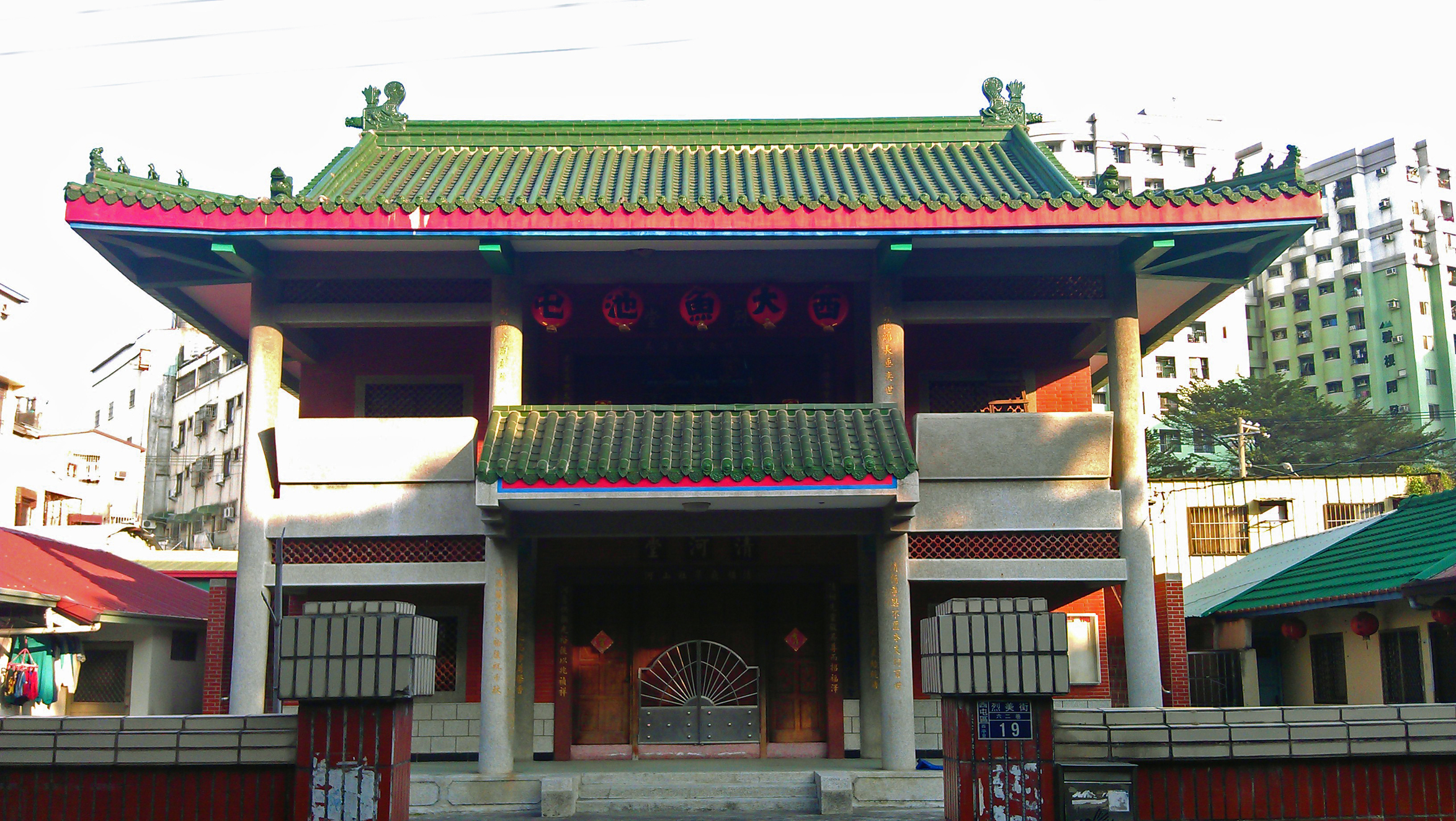
張廖大魚池烈美堂位於臺中市西屯區逢甲烈美街上。

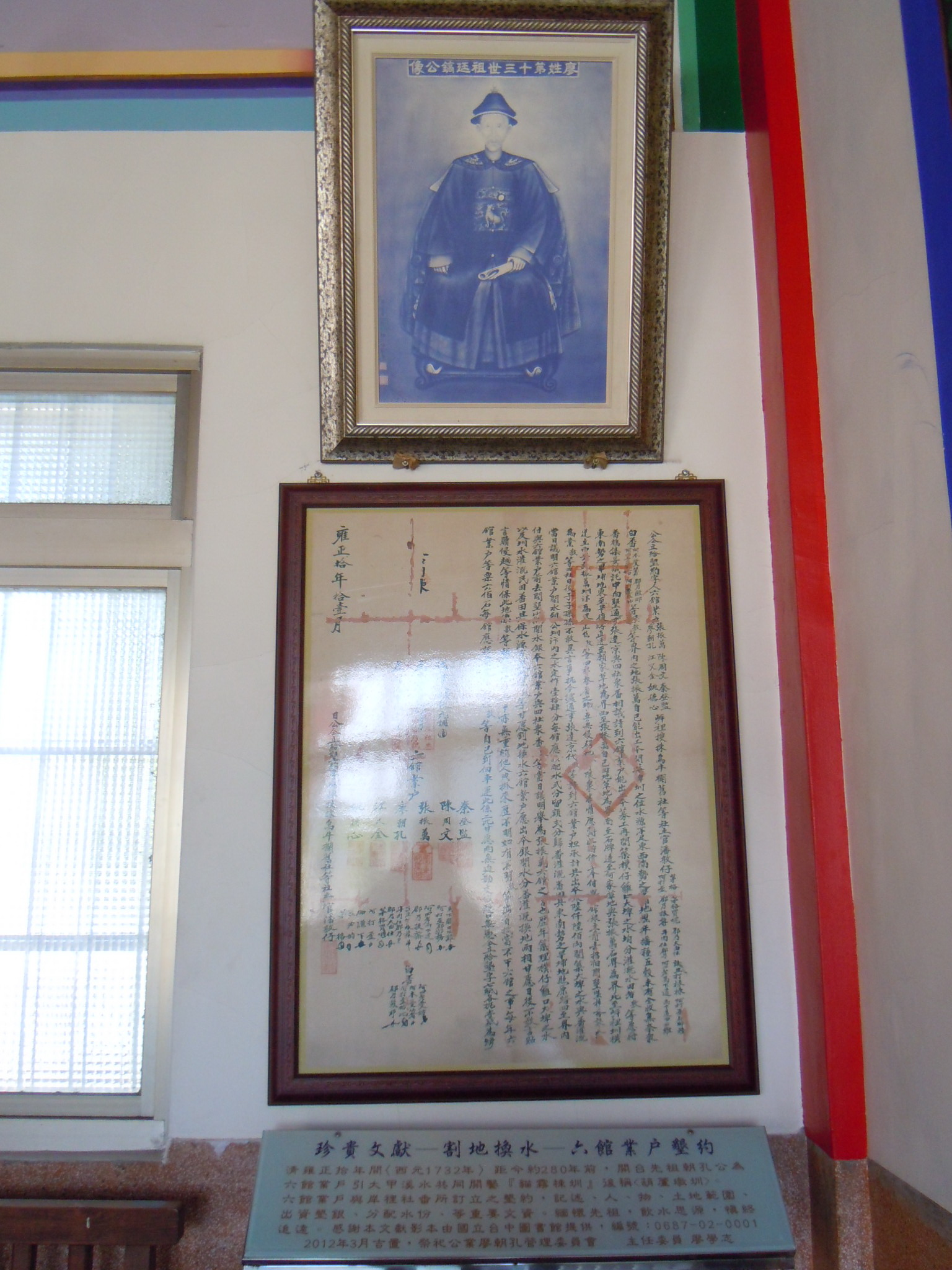
日旺公派-十三世祖廷鎬公。

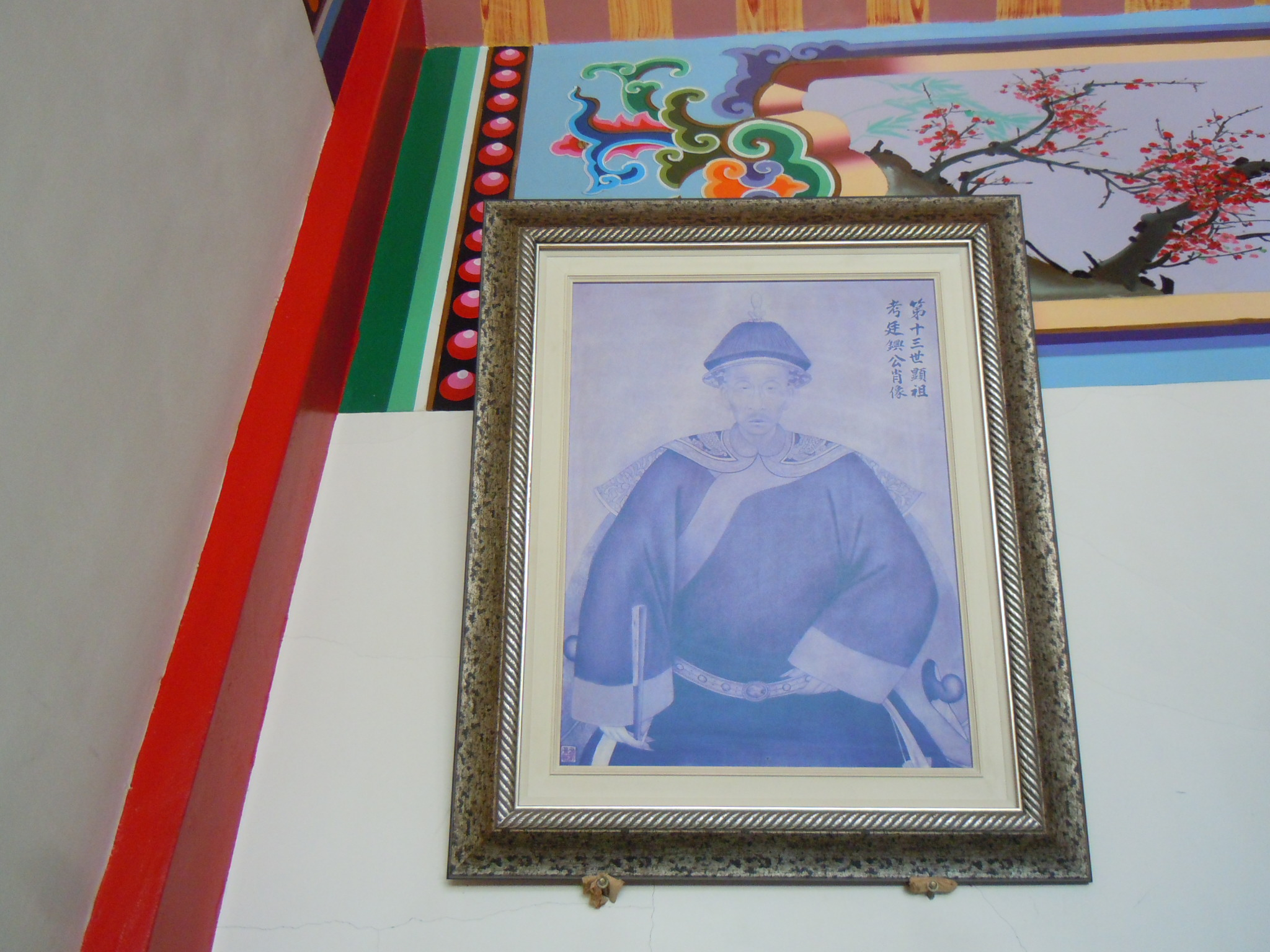
日旺公派-十三世祖廷𨯵公。

廖朝孔從雲林二崙帶來的墾戶大多落腳在西屯地區港尾仔（永興庄）一帶，清武家廟垂裕堂原先是廖朝孔，後裔所居住的三合院祖厝，子孫繁衍越來越多，日治大正元年（1912年）由十九世裔孫廖大妹倡議興建家祠來奉祀廖朝孔及歷代祖先，並且已十八世祖廖克成擔任建祠總指揮策劃興建完成，並設立祭祀公業。

### 人口
張廖姓為臺灣第十八大姓，全國以雲林最多，台中次之，在台中市為第五大姓，集中於西屯區居多，渡臺開墾衍生後代約二十萬人，人口已多於祖籍地官陂鎮張廖姓後代。

### 地理分布
- 雲林縣西螺鎮、二崙鄉、崙背鄉
- 彰化縣溪州鄉
- 臺中市西屯區、大雅區、豐原區、清水區
- 南投縣南投市[1][2]
- 新北市土城區、板橋區、新店區安坑
- 桃園市大溪區、楊梅區
- 嘉義縣竹崎鄉
- 宜蘭縣羅東鎮、五結鄉（二結村、四結村）
- 苗栗縣苗栗市、頭份市、銅鑼鄉、三灣鄉、南庄鄉

《官陂張廖族譜序》（十五世裔孫耀箕有南拜撰）文中記述：先祖自康熙、雍正陸續渡台，最初都散居在西螺、二崙、崙背、三條圳、台中西屯、南投、豐原、西員寶、大溪街、板橋、新店、羅東、四結、宜蘭等地謀業營生。

### 語言
張廖家族是福建省漳州府詔安縣客家人，原本說詔安客語，稱之詔安客。詔安客渡臺開墾主要分布在雲林縣的西螺鎮、二崙鄉、崙背鄉等三個鄉鎮，約有五萬人，還能流利講詔安客語的，只有崙背、二崙地區約只剩八千人，其次是臺中市西屯區，其他地區零星分布人數很少。
在台灣的張廖家族的聚落，大部分長久以來與台灣閩南人生活在一起，遂同化成只操臺語的福佬客。
但是在苗栗縣客家鄉鎮的張廖族人，仍是會講客家話的客家人，仍保持悠久的客家文化。

### 姓氏
張廖姓之「生存姓廖」「逝世姓張」祖訓，在歷史因素之下，在姓氏上亦有些許變化，如
- 官陂鎮張廖姓後代在民國時期全改為張姓，有些族人隨國民政府來臺，如上將張貞將軍及少將張萬森將軍[4]。
- 渡臺開墾的張廖姓後代，絕大多數依祖訓第一條「生廖死張」傳承生時廖氏，死後張氏，另有一脈在日本統治臺灣時期，在首次實施戶口調查之時，登記為「張廖」姓，如張廖萬堅、張廖乃綸均是其後代，亦有因其他因素（如財產爭議）改冠姓張，但極其少數[4]。

依其張廖祖訓第七條「遷籍修譜，天下一家」，不論廖氏、張氏、或張廖氏，均屬同一血脈。

## 外部連結
- 郭長成老師的作品集－張廖家祠-崇遠堂
- 西螺七崁的由來
- 雲林二崙鄉土傳奇 （页面存档备份，存于）
- 來台祖冥誕 張廖家族祭典隆重 （页面存档备份，存于）, 客家電視台
- 家廟祭祀行為與建築空間關係初探——以臺中市家廟為例[永久], 國立雲林科技大學
- 西螺七欠發展之研究[永久], 國立雲林科技大學
- 張廖姓族親厚福派淵源宗親網
- 張廖家廟
- 張廖姓族親厚福派淵源宗親網
- 港尾廖氏的過去、現在與未來